# Eskerk
De Eskerk is de kerk van de Gereformeerde Gemeenten in Nederland in Rijssen op de hoek van de Esstraat en de Bleekstraat.

## Geschiedenis
De Eskerkgemeente is ontstaan in 1882 en sloot zich eerder dan de Walkerk aan bij de Gereformeerde Gemeenten. In 1953 ging de gemeente over naar de Gereformeerde Gemeenten in Nederland. Mientje Vrijdag was lid van de Eskerkgemeente.
Na 1953 werd de gemeente gediend door ds. D.L. Aangeenbrug en ds. De Groot. In de jaren 60 was er een afsplitsing en ontstond een groep rondom ouderling Meijerink. Nadat Ds. de Groot in 1980 overging tot de buitenverbandgemeenten bestonden er drie gemeenten, ontstaan uit de Eskerk. Eerstgenoemde groep sloot zich in 1993 weer bij de Eskerk aan en in 2010 traden de meeste leden van de buitenverbandgemeente ook weer toe tot de gemeente binnen de GGiN. Deze gemeente telt 449 leden in 2015.

## Gebouw
Het kerkgebouw werd in 1965 gebouwd ter vervanging van een oudere kerk uit 1895. Het orgel uit deze kerk is toen overgeplaatst door de firma B. Koch uit Apeldoorn. In 1984 is een nieuw orgel geplaatst door de firma H.H. Groenewegen. 

## Dispositie orgel
Hoofdwerk
- Bourdon 16
- Prestant 8
- Roerfluit 8
- Octaaf 4
- Mixtuur III sterk (1965/1984)

Nevenwerk
- Holpijp 8
- Fluit 4
- Nasard 2 2/3
- Octaaf 2
- Terts 1 3/5
- Dulciaan 8

Pedaal
- Subbas 16 (1915)